# Campañas antárticas de Argentina (1970 a 1979)
Las Campañas antárticas de Argentina (1970 a 1979) forman parte de las campañas que realiza Argentina en el continente blanco desde 1947.

## Campañas antárticas de verano

### Campaña 1969-1970
Participaron el ARA General San Martín, el transporte ARA Bahía Aguirre y se arrendó el buque polar danés Theron para el transporte de carga hacia la Base Belgrano, en donde el IAA instaló el laboratorio científico LABEL para el estudio de la alta atmósfera, ionósfera, auroras astrales, física de la alta atmósfera, un supermonitor de neutrones, cámara todo cielo, antenas, registradores para el ruido cósmico y una casilla para el lanzamiento de globos. Fue puesto en funcionamiento un Comando Conjunto Antártico, integrado por las tres fuerzas y el IAA. 
Fue creada la Dirección Nacional del Antártico mediante el decreto-ley N.º 18.513 del 31 de diciembre de 1969, bajo la dependencia del Ministerio de Defensa, siendo su primer Director Nacional, el general de brigada Jorge E. Leal.

### Campaña 1970-1971

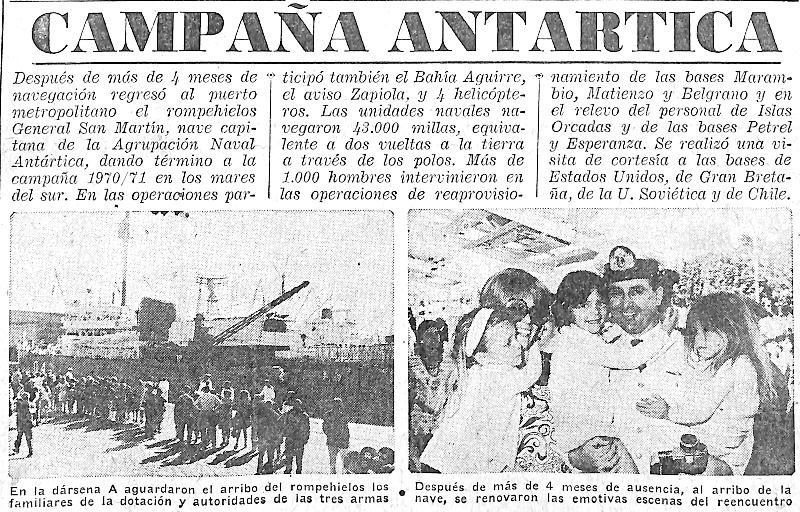
Nota de la página 8 del diario La Razón del 17 de marzo de 1971, donde se informa sobre el final de la campaña antártica 70/71.

Participaron el ARA General San Martín, ARA Bahía Aguirre y el ARA Comandante General Zapiola. Se utilizaron helicópteros embarcados de la Aviación de Ejército.
Fueron realizados reconocimientos hidrográficos, observaciones glaciológicas, registros meteorológicos y balizamientos, se establecieron estaciones oceanográficas en los mares de Weddell y Bellingshausen, se reconoció marítimamente la isla Berkner y fuera del Sector Antártico Argentino se realizaron tareas hidro-oceanográficas en la isla Pedro I. 
Dos miembros de la base inglesa Fossil Bluff fueron rescatados desde el Destacamento Naval Petrel, entre el 31 de agosto y el 21 de septiembre de 1971 en un avión Pilatus PC-6 Porter 4G1, luego desde la Base Marambio viajaron a Buenos Aires en un avión C-130 Hércules.

### Campaña 1971-1972
Se utilizaron los buques ARA General San Martín, ARA Bahía Aguirre y ARA Goyena.
Seis investigadores no argentinos participaron en el plan vulcanológico de la isla Decepción. En el ARA Goyena se desarrolló el plan Oceantar y se realizaron estudios de meteorología, radiación y geomagnetismo en la isla Pedro I. Desde el ARA General San Martín entre los días 12 y 14 de abril se realizó una transmisión a distancia de electrocardiogramas hacia Buenos Aires, luego se repitió el 17 de abril desde la Base General Belgrano.

### Campaña 1972-1973
Participaron los buques ARA General San Martín y ARA Bahía Aguirre.
Continuaron los trabajos de balizamientos, oceanografía e hidrografía. El IAA realizó los proyectos: Fisiofac, Histiaa, Oceanografía, Microfac y Visión, Bioantar I y Bioantar II (en la base estadounidense Palmer), Vulcantar, Geoantar) y a bordo del buque oceanográfico ARA Goyena el Oceantar.
El 10 de agosto de 1973 se realizó la ceremonia central del “Día de la Fuerza Aérea” en la Base Vicecomodoro Marambio con la presencia del presidente argentino y todo su gabinete ministerial, firmándose el “Acta de Afirmación de la Soberanía en la Antártida Argentina” y efectuándose allí la reunión semanal de gabinete.

### Campaña 1973-1974
Participaron el ARA General San Martín, el transporte ARA Bahía Aguirre y los avisos ARA Comandante General Irigoyen y ARA Comandante General Zapiola.
Se realizaron tareas náuticas, hidrográficas y oceanográficas y se inspeccionaron faros y balizas. Participaron 90 científicos y técnicos en los proyectos: Oceantar, Geoantar, Vulcantar, Igmantar, Visión, Histiaa, Fisiofac, Microfac, Gaba y Bioantar. 
Entre el 5 y 8 de diciembre de 1973 un avión LC-130 Hércules de la Fuerza Aérea Argentina atravesó la Antártida viajando entre Buenos Aires y Camberra (Australia).

### Campaña 1974-1975
Participaron el ARA General San Martín, el buque oceanográfico ARA Islas Orcadas, el transporte ARA Bahía Aguirre y el aviso ARA Comandante General Zapiola.
Se vio muy dificultada la campaña por las condiciones meteorológicas, quedando el rompehielos ARA General San Martín atrapado en los hielos durante un mes cerca de Marambio. 
El Instituto Antártico Argentino continuó con sus programas: Bioantar, Histiaa, Microfac, Gaba (en la base estadounidense Palmer), Vulcantar , Geoantar y Oceantar.
El programa Oceantar se llevó a cabo en el buque oceanográfico ARA Islas Orcadas entre mayo y julio de 1975.
La Dirección Nacional de Turismo contrató el buque Regina Prima y efectuó cinco cruceros turísticos a la Antártida durante la temporada.

### Campaña 1975-1976
Participaron los buques ARA General San Martín, ARA Bahía Aguirre, ARA Cándido Lasala y ARA Comandante General Zapiola. 
Fue reactivada la Base San Martín y se realizaron observaciones hidro-oceánicas, geológicas, glaciológicas, meteorológicas y de geomagnetismo.
En febrero de 1976 fueron instalados equipos de televisión de barrido lento en la Base Almirante Brown, consiguiéndose emitir y recibir imágenes fijas diferidas cada siete segundos, lo que permitió a los familiares del personal de la base observar la imagen de familiares a la distancia.
Personal del IAA participó en el crucero del buque de investigación Thomas G Thompson. El buque Regina Prima realizó seis cruceros turísticos a la Antártida.
El 15 de septiembre de 1976 se estrelló un avión Neptune de la Armada Argentina contra el monte Barnard en la isla Livingston, pereciendo sus diez tripulantes y un civil que pertenecía a la TV de Río Grande. 
El 18 de febrero de 1976 fue inaugurada la Capilla católica San Francisco de Asís en la Base Esperanza.
En esta campana, se hundió el Aviso ARA comandante general Zapiola al quedar varado sobre unas rocas. Su tripulación rescatada, y el material más importante rescatado, siendo luego abandonado debido a la peligrosidad de su rescate.

### Campaña 1976-1977
Participaron los buques ARA General San Martín, ARA Bahía Aguirre, ARACándido Lasala y ARA Francisco de Gurruchaga.
El 18 de marzo de 1977 fue inaugurada en la punta Hewinson, de la isla Morrell, perteneciente al grupo Thule (islas Sandwich del Sur), la Estación Científica Corbeta Uruguay, como una dependencia del Servicio de Hidrografía Naval.

### Campaña 1977-1978
Participaron los buques ARA General San Martín, ARA Bahía Aguirre y ARA Francisco de Gurruchaga.
Se comenzaron tareas hidrográficas en la bahía Pingüino, bahía López de Bertodano y paso Norte. El 8 de marzo de 1977 fue inaugurada la Base de Ejército Primavera, siendo su primer jefe el teniente coronel Ignacio Carro.

### Campaña 1978-1979
Participaron los buques ARA General San Martín, ARA Bahía Aguirre y ARA Francisco de Gurruchaga.
El 5 de febrero de 1979 fue inaugurada la Base Belgrano II. Se confeccionaron cartas náuticas de la caleta Potter, cabo Primavera y bahía Scotia. 1978 en la Base Esperanza, se comienza con la incorporación de familias (experiencia mundial) con primera escuela, templo católico e, el primer sanatorio y radio en el continente blanco .